# Chiesa del Sacro Cuore Immacolato di Maria (Pistoia)
La chiesa del Sacro Cuore Immacolato di Maria è un edificio di culto che si trova a Pistoia in località Villaggio Belvedere.

## Storia

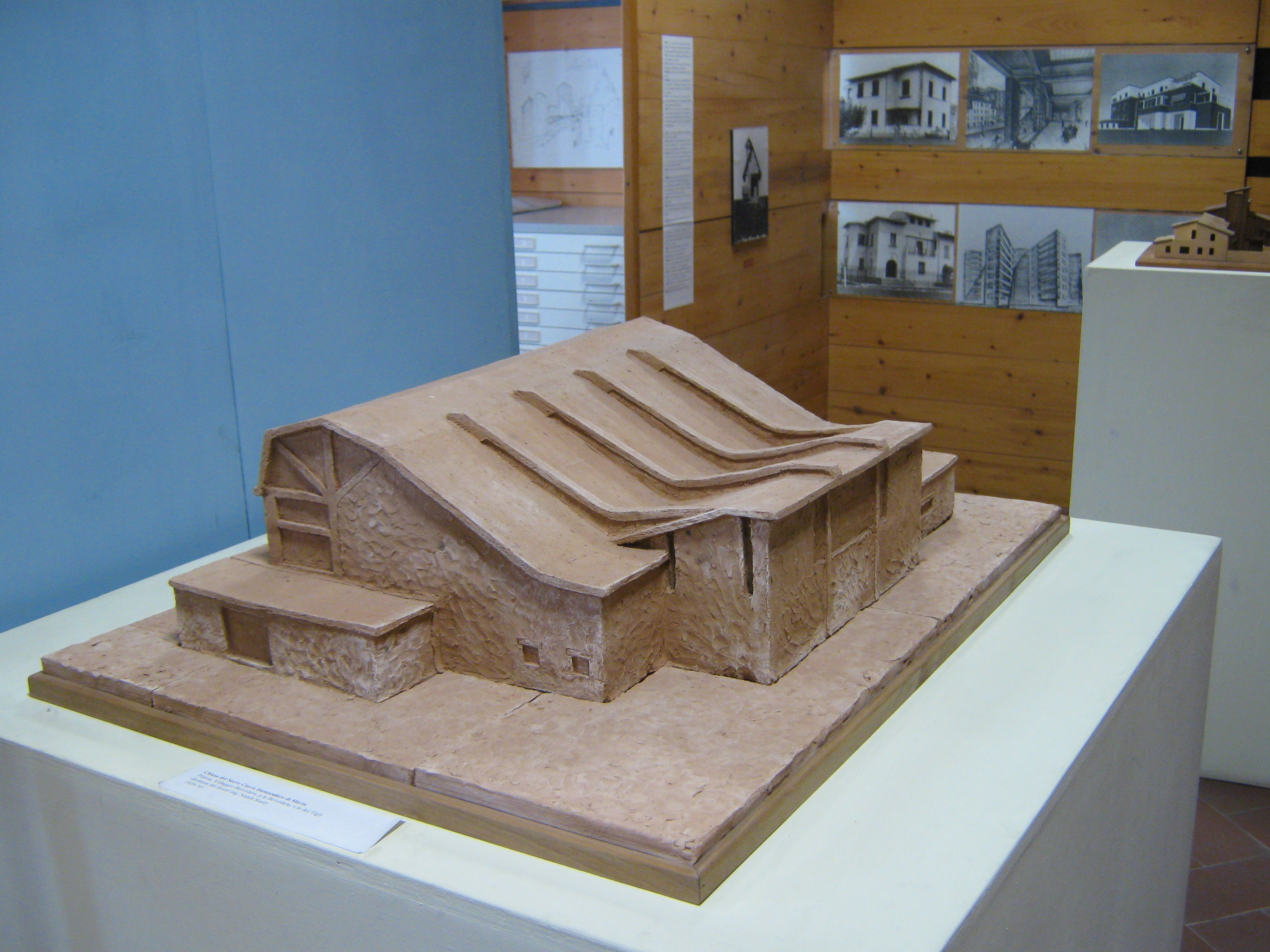
Modello in creta della chiesa (Pistoia, Museo Civico)

La chiesa del Cuore immacolato di Maria viene ideata da Giovanni Michelucci nel 1959, al fine di dotare di una chiesa parrocchiale adeguata il nuovo Villaggio Belvedere, costruito alla fine degli anni Cinquanta dall'Ina.-casa e dall'Iacp (Istituto autonomo case popolari) nella periferia nord di Pistoia.
Per la costruzione della chiesa al rustico il Ministero dei lavori pubblici concede, nel maggio 1959, in base alla legge 2522 del 18 dicembre 1952, un contributo di ventidue milioni, con la condizione che il progetto venga presentato entro la metà del successivo mese di settembre. Il terreno, di 3000 m2, viene ceduto gratuitamente dall'Ina-casa e a carico della curia vescovile restano le opere di rifinitura.
La curia decide di affidare la progettazione, che dovrà avvenire in tempi molto ristretti, a Michelucci, considerato, dopo le realizzazioni pistoiesi e pisane, un esperto di architettura religiosa.
Il progetto, innovativo nella tipologia dell'aula ecclesiale e nell'organizzazione degli spazi, viene elaborato in circa un mese, nonostante le iniziali titubanze di Michelucci, determinate dal poco tempo a disposizione. Oltre alle tavole viene realizzato anche un plastico.
Consegnati gli elaborati il 16 settembre 1959 alla Pontificia commissione di arte sacra, il progetto è approvato il 28 settembre 1959. Il comune di Pistoia concede la licenza edilizia il 15 aprile 1960 e, trascorso quasi un anno dalla stesura del progetto, questo diviene esecutivo con decreto del Provveditorato alle opere pubbliche della Toscana del 22 luglio 1960.
L'impresa prescelta per la realizzazione è la Sfels (Società fiorentina per l'edilizia e lavori stradali) che, sotto la direzione dell'ing. Natale Rauty, inizia la costruzione il primo ottobre 1960.
La chiesa realizzata risulta rispettosa del progetto, eccettuati alcuni particolari e la riduzione del dislivello tra navata e presbiterio. La canonica viene invece variata nella forma e nelle dimensioni, risultando più compatta e più grande. Il 31 luglio 1961 i lavori sono conclusi e la chiesa viene benedetta il 21 settembre dello stesso anno.
Il costo complessivo dell'opera si aggira intorno ai cinquanta milioni di lire, superiore ai preventivi a causa delle modifiche alla canonica. Per contenere le spese, la copertura prevista dal progetto, in rame o in terracotta smaltata, non viene realizzata, ma le soluzioni adottate non riescono a evitare infiltrazioni d'acqua.
Nell'ipotesi iniziale, per scelta della curia, la chiesa doveva essere priva di campanile. In seguito Michelucci disegna un campanile a vela che risulta irrealizzabile per motivi statici. Nel 1963 l'architetto ritorna sul problema e prevede un corpo perpendicolare all'ingresso, ma esso è ritenuto troppo basso e non viene realizzato: le campane vengono poi montate su un traliccio metallico accanto alla chiesa.

## Descrizione

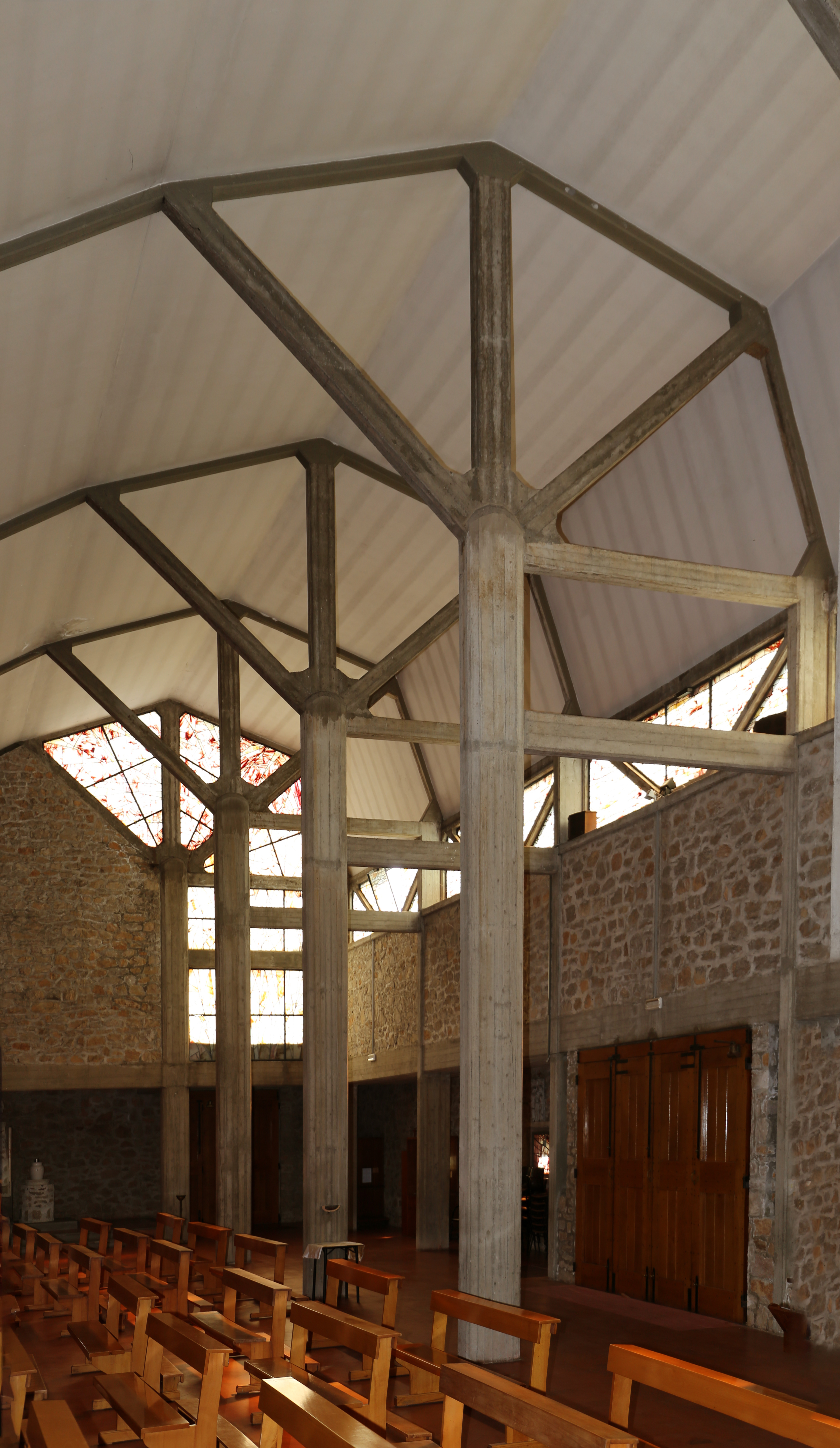
Il sistema dei pilastri interni

La chiesa presenta una planimetria regolare: l'aula rettangolare è affiancata, nel senso della lunghezza, da una galleria che si espande in una parte per accogliere i confessionali. Delimitata dal susseguirsi dei pilastri che sorreggono la copertura, la galleria ha ingressi contrapposti sui due fronti corti e viene a costituire il percorso di accesso privilegiato rispetto alla porta situata sul fronte lungo, non particolarmente caratterizzata nell'ultima versione del progetto di Michelucci. Questo ambulacro è inteso dal progettista (che lo destina a luogo della Via Crucis) come prolungamento dei percorsi pubblici e la chiesa tutta è vista quale «...piazza coperta [...] che evochi la città, l'unione, lo stare insieme».
L'innovazione tipologica introdotta consiste nella dislocazione dei luoghi sacri, quali il presbiterio e le cappelle, perpendicolarmente alla lunghezza dell'aula e al percorso principale. Questa dilatazione in larghezza e la disposizione dell'altare, rivolto verso i fedeli, riflettono la sensibilità di Michelucci al nuovo clima religioso ispirato da papa Giovanni XXIII, in anticipo sulla riforma liturgica introdotta dal Concilio Vaticano II, oltre a dare più intensa espressione alla "natura comunitaria del sacrificio".
Su questa nuova spazialità si distende una copertura intonacata di bianco, «...alta sull'ambulacro e che va man mano abbassandosi, per riprendere altezza sull'altare, [e che] richiama la tenda santuario ebraica».
Nei primi schizzi di progetto Michelucci insiste anche sul simbolo della croce per lo schema strutturale dei pilastri in cemento armato che sostengono la copertura innervandola con sottili travi. Nel progetto definitivo lo schema si semplifica in una forma radiale. L'intersezione della copertura del vestibolo con il corpo basso a copertura piana è risolta con una struttura reticolare in cemento armato.
Nella zona della galleria, il cemento armato, con funzione portante, consente l'inserimento di settori vetrati all'imposta della volta. I tamponamenti sono in pietra alberese che diviene muratura portante negli altri lati.

## Fortuna critica
La critica ha evidenziato il carattere innovativo dell'organizzazione spaziale basata sull'esaltazione della funzione assembleare e della percorribilità, tuttavia Cerasi ritiene questa chiesa «...un'idea solo in parte realizzata» poiché la chiusura di alcune delle porte previste riduce la sua originaria vocazione di piazza; Marco Dezzi Bardeschi sottolinea l'uso della pietra ad opus incertum, che anticipa i muri della chiesa dell'autostrada, mentre Belluzzi e Conforti (1987, 88) vedono in questa architettura il passaggio dalla «...piacevolezza della parrocchiale di Larderello per annunciare i turbamenti compositivi della chiesa dell'Autostrada e per dare l'avvio a un'architettura "parlante", ispirata da immagini simboliche come la tenda e la croce».

## Note

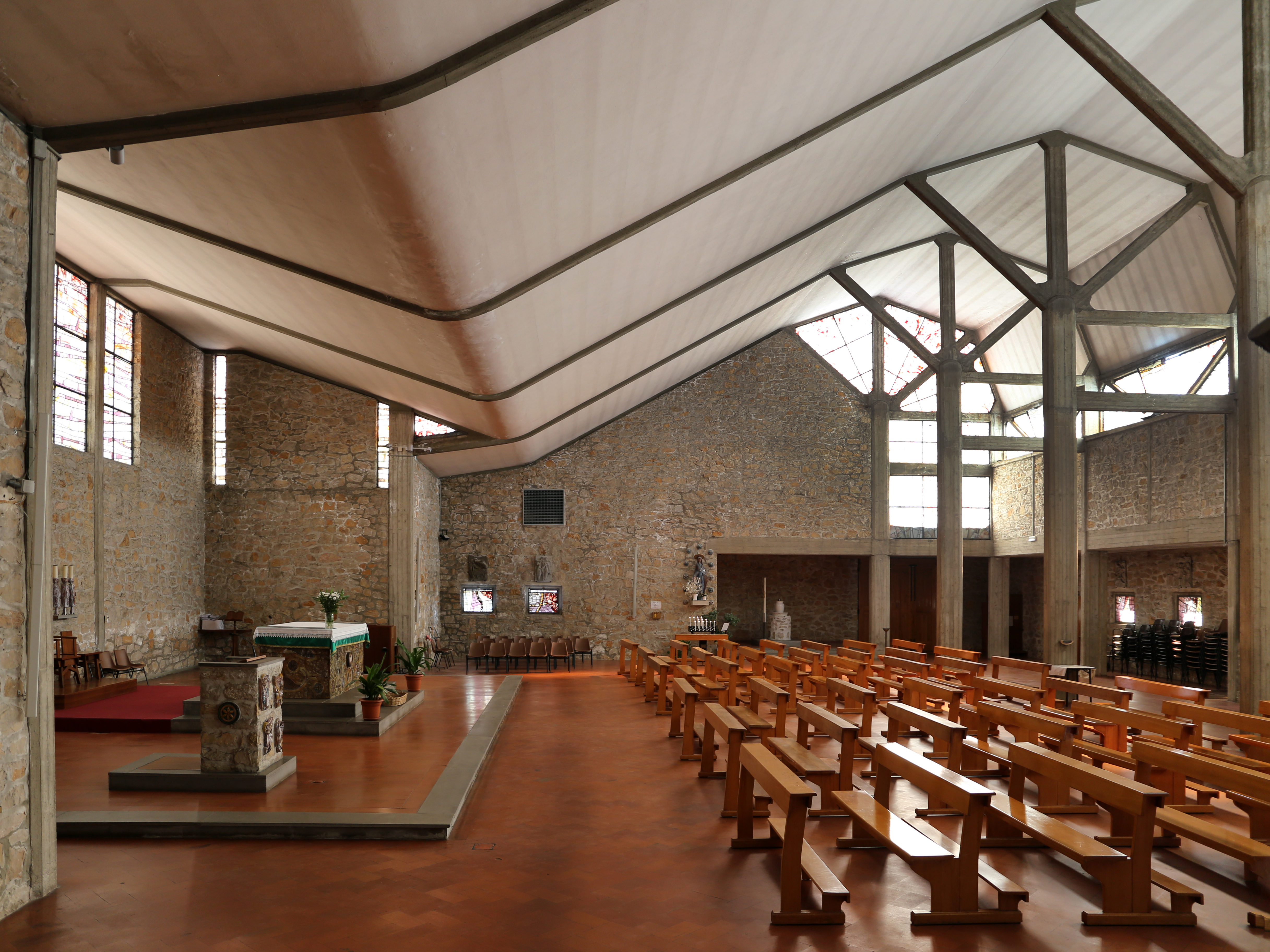
Interno